# Desulo
Desulo est une commune italienne de la province de Nuoro, dans la région Sardaigne.

## Administration
| Période                                  | Période | Identité | Étiquette | Qualité |
| ---------------------------------------- | ------- | -------- | --------- | ------- |
|                                          |         |          |           |         |
| Les données manquantes sont à compléter. |         |          |           |         |

### Hameaux
Issiria, Ovolaccio, Asuai

### Communes limitrophes
Aritzo, Arzana, Belvì, Fonni, Ovodda, Tiana, Tonara, Villagrande Strisaili

### Évolution démographique
Habitants recensés